# Hossein Kanaanizadegan
Mohammad Hossein Kanaani Zadegan (persisch محمد حسین کنعانی‌زادگان; * 23. März 1994 in Mahschahr) ist ein iranischer Fußballspieler.

## Karriere

### Klub
Er startete seine Karriere in der Jugend vom FC Esteghlal Novin Mahshahr, wo er auch im Herren-Bereich noch aktiv war. Im Dezember 2011 schloss er sich schließlich Persepolis Teheran an. Hier kam er auf einen Ligaeinsatz in dieser Saison und kam danach lange gar nicht mehr zum Einsatz. Erst mit seinem Wechsel zu Malavan Anzali zur Saison 2014/15 bekam er wieder Spielzeit in der ersten Fußballliga des Landes. Nach dem sein Vertrag nach zwei Spielzeiten auslief, band er sich anschließend für eine Saison an Esteghlal Teheran. Danach ging es für eine Saison weiter zu Saipa Teheran und danach noch einmal für eine zu Machine Sazi.
Danach kehrte er zu seinem ehemaligen Klub Persepolis zurück, wo er nun schließlich einen festen Platz in der Mannschaft bekam und mit dieser am Ende zwei Meisterschaften und einmal den Supercup gewann. Seit der Spielzeit 2021/22 spielt er in Katar für den al-Ahli SC.

### Nationalmannschaft
Sein Länderspieldebüt für die A-Nationalmannschaft gab er bei einem 1:0-Freundschaftsspielsieg über Usbekistan am 11. Juni 2015. Danach kam er kurz darauf nochmal in einem Qualifikationsspiel zur Weltmeisterschaft 2018 zum Einsatz.
Anschließend kam er erst einmal ein paar Jahre lang nicht mehr zu Einsätzen. Erst gab es 2017 einen und 2018 noch weitere Einsätze bei Freundschaftsspielen. Sein erstes Turnier, war darauf dann die Asienmeisterschaft 2019, wo er es mit seiner Mannschaft bis ins Halbfinale schaffte. Anschließend sammelte er weiter zahlreiche Einsätze in der Qualifikation für die Weltmeisterschaft 2022.